# Río Valdivia
El río Valdivia es un corto curso natural de agua de Chile que discurre por la Región de Los Ríos.

## Trayecto
Nace en la ciudad de Valdivia donde confluyen los ríos Calle-Calle y Cau-Cau, en el sureste de la Isla Teja. Luego fluye al sur de la isla y recibe las aguas del río Cruces que vienen del otro lado de la isla (otras veces se considera el nacimiento en la confluencia del Cruces). De ahí se encamina a la bahía de Corral, donde desemboca. En este último trayecto se le agregan las agua del estero Estancilla, del río Cutipay, y del río Tornagaleones. Poco después de su nacimiento lo atraviesa el puente Pedro de Valdivia, que une la ciudad de Valdivia con la isla Teja.

Diagrama unifilar de la cuenca del río Valdivia.

## Caudal y régimen

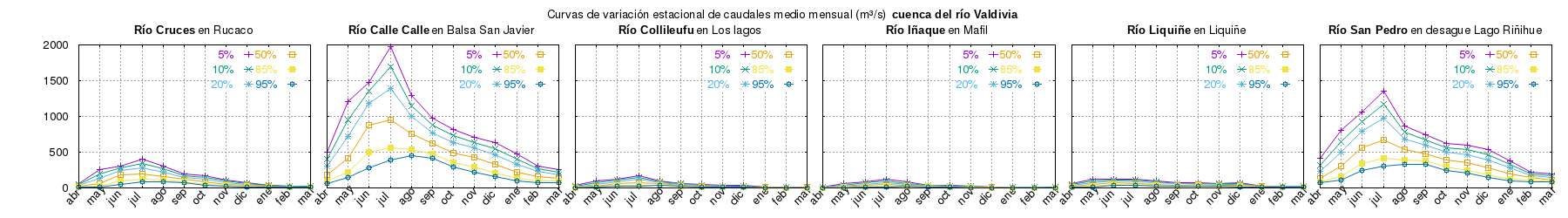
Curvas de variación estacional de ríos de la cuenca del río Valdivia.

El caudal del río (en un lugar fijo) varía en el tiempo, por lo que existen varias formas de representarlo. Una de ellas son las curvas de variación estacional que, tras largos periodos de mediciones, predicen estadísticamente el caudal mínimo que lleva el río con una probabilidad dada, llamada probabilidad de excedencia. La curva de color rojo ocre (con {\displaystyle {\color {Red}\vartriangle }}) muestra los caudales mensuales con probabilidad de excedencia de un 50%. Esto quiere decir que ese mes se han medido igual cantidad de caudales mayores que caudales menores a esa cantidad. Eso es la mediana (estadística), que se denota Qe, de la serie de caudales de ese mes. La media (estadística) es el promedio matemático de los caudales de ese mes y se denota {\displaystyle {\overline {Q}}}. 
Una vez calculados para cada mes, ambos valores son calculados para todo el año y pueden ser leídos en la columna vertical al lado derecho del diagrama. El significado de la probabilidad de excedencia del 5% es que, estadísticamente, el caudal es mayor solo una vez cada 20 años, el de 10% una vez cada 10 años, el de 20% una vez cada 5 años, el de 85% quince veces cada 16 años y la de 95% diecisiete veces cada 18 años. Dicho de otra forma, el 5% es el caudal de años extremadamente lluviosos, el 95% es el caudal de años extremadamente secos. De la estación de las crecidas puede deducirse si el caudal depende de las lluvias (mayo-julio) o del derretimiento de las nieves (septiembre-enero).

## Historia
Originalmente llamado por los indígenas Ainilebu, fue descubierto durante el periodo de la conquista española por el almirante Juan Bautista Pastene, quien sin adentrarse en él, rebautizó el lugar como «Valdivia», de acuerdo con el apellido de su superior, el conquistador Pedro de Valdivia.
Francisco Solano Asta-Buruaga y Cienfuegos escribió en 1899 en su Diccionario Geográfico de la República de Chile sobre el río:
Valdivia (Río de).-—Lleva la denominación de río de Valdivia la parte inferior de Callacalla, desde la ciudad del mismo nombre hasta su desembocadura en la bahía dicha también de Valdivia. En esa tirada de unos 16 kilómetros, después de recibir el río Cruces, se abre en dos brazos que descargan simultáneamente en esa bahía, formando entremedias la Isla del Rey, la de Guacamayo y otras pequeñas. El del lado norte es más propiamente el río de Valdivia y se llamaba en tiempos anteriores Torno de las Fragatas, y el del lado sur Torno de los Galeones; véase. Ambos son navegables por embarcaciones planas y vapores medianos ó de poco calado hasta el mismo asiento de la ciudad. Por ellos corre libremente la marea, y sube más arriba de ella como asimismo por sus afluentes Cutipay, Naguilán, Futa, Angachilla, Cruces, &c. Su primitivo nombre, hacia la parte de la ciudad, era Guadalauquén y por la inmediación de la bahía Ainilevo. Por este punto lo descubrió en septiembre de 1544 el piloto Pastene y le dió el nombre de río de Valdivia en honor al primer Gobernador Pedro de Valdivia, que lo habia enviado á reconocer las costas del sur.

## Población, economía y ecología
El río es navegable, aunque su tráfico fluvial es escaso. En él varios clubes practican el deporte del remo.